# Simfonia domèstica

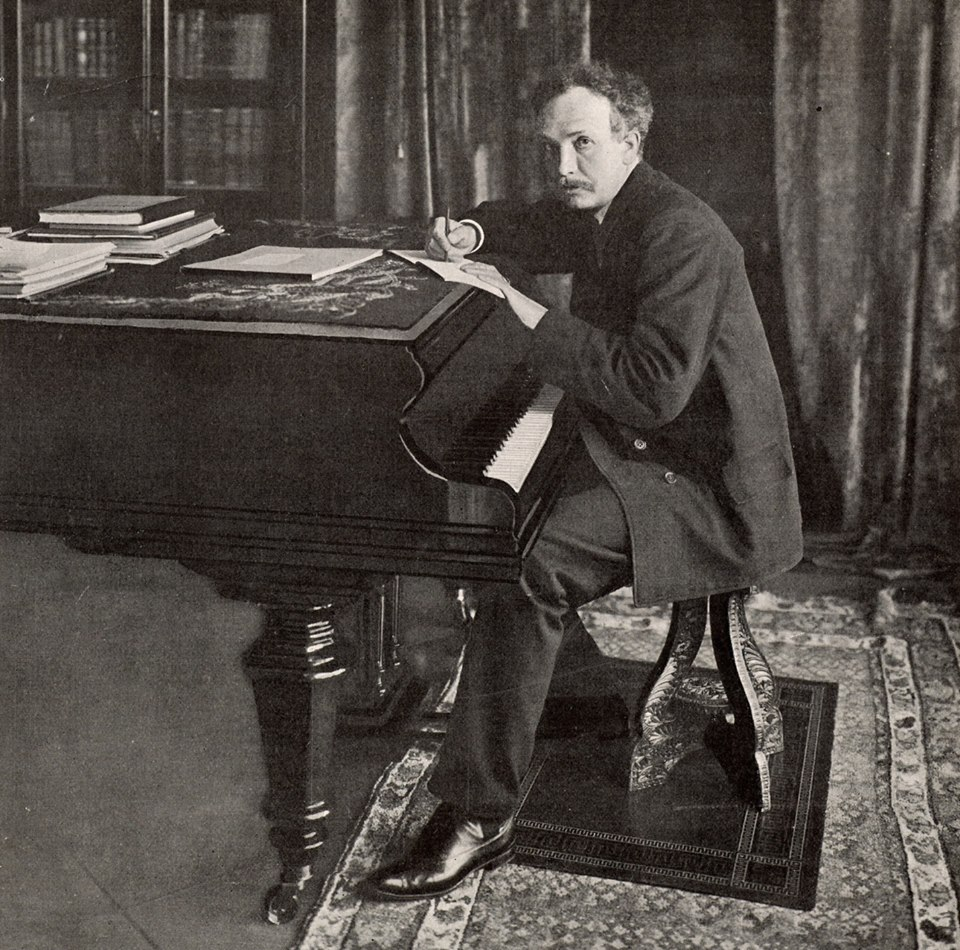
Strauss, 1903

Simfonia domèstica, op. 53, és un poema simfònic per a gran orquestra de Richard Strauss. L'obra és un reflex musical de la vida domèstica segura tan valorada pel mateix compositor i, com a tal, transmet harmoniosament els esdeveniments quotidians i la vida familiar.

## Història i composició
El 1898, Strauss es va convertir en el director en cap de l'Òpera de la Cort Reial de Berlín. Va ser en aquest moment de la seva vida quan el compositor es va interessar molt per les seves pròpies circumstàncies i va centrar la seva atenció en el seu estatus i la seva història personal. Quan va començar a compondre la Symphonia Domestica, pretenia que fos la seqüela d'⁣Ein Heldenleben, la següent entrega de l'autobiografia, ara reeixida.
Va treballar en la peça durant l'any 1903, acabant-la la nit de Cap d'Any, a Charlottenburg.
La peça està escrita per a flautí, 3 flautes, 2 oboès, oboè d'amor, trompa anglesa, clarinet en re, 3 clarinets (2 en si, 1 en la), clarinet baix en si ♭, 4 fagots, contrafagot, 4 saxofons (soprano en do, alt en fa, baríton en fa, baix en do) que són ad libitum (opcional), 8 trompetes en fa, 4 trompetes en fa i do, 3 trombons, tuba, timbales, bombo, triangle, plats, glockenspiel, 2 arpes i cordes.

## Estructura
El programa de l'obra reflecteix la senzillesa de la temàtica. Després d'haver presentat tota la família extensa (inclosos els tiets i els oncles), els pares són escoltats sols amb el seu fill. La següent secció és un adagio de tres parts que comença amb les activitats del marit. El rellotge que marca les 7 de la matinada inicia el final.
L'exposició més detallada de l'estructura de l'obra és la que es va oferir per a l'actuació de la Filharmònica de Berlín el 12 de desembre de 1904. En aquella ocasió, el programa del concert va tenir el següent esquema:
- I. Introducció i desenvolupament dels principals grups temàtics

Els temes del marit (fa major):
(a) Tranquil (gemächlich) 
Audio playback is not supported in your browser. You can download the audio file.
(b) Somiador (träumerisch) 
Audio playback is not supported in your browser. You can download the audio file.
(c) Surly (mürrisch) 
Audio playback is not supported in your browser. You can download the audio file.
(d) Ardent (feurig) 
Audio playback is not supported in your browser. You can download the audio file.
Els temes de l'esposa (B major):
(a) Animat i alegre (sehr lebhaft) 
Audio playback is not supported in your browser. You can download the audio file.
(b) Grazioso
Audio playback is not supported in your browser. You can download the audio file.
Tema del nen (re menor):
Tranquil (ruhig) 
Audio playback is not supported in your browser. You can download the audio file.
- II. Scherzo

La felicitat dels pares. Joc infantil.
Audio playback is not supported in your browser. You can download the audio file.
Cançó de bressol [citació de la "Cançó veneciana del vaixell" de Felix Mendelssohn, op. 19b, núm. 6 de Cançons sense paraules] (El rellotge marca les set del vespre).
Audio playback is not supported in your browser. You can download the audio file.
- III. Adagio

Fer i pensar. Escena d'amor. Somnis i preocupacions (el rellotge marca les set del matí).
- IV. Final

Despertar i alegre disputa (doble fuga). Confusió alegre.
I. Thema 
Audio playback is not supported in your browser. You can download the audio file.
II. Thema 
Audio playback is not supported in your browser. You can download the audio file.

## Representacions

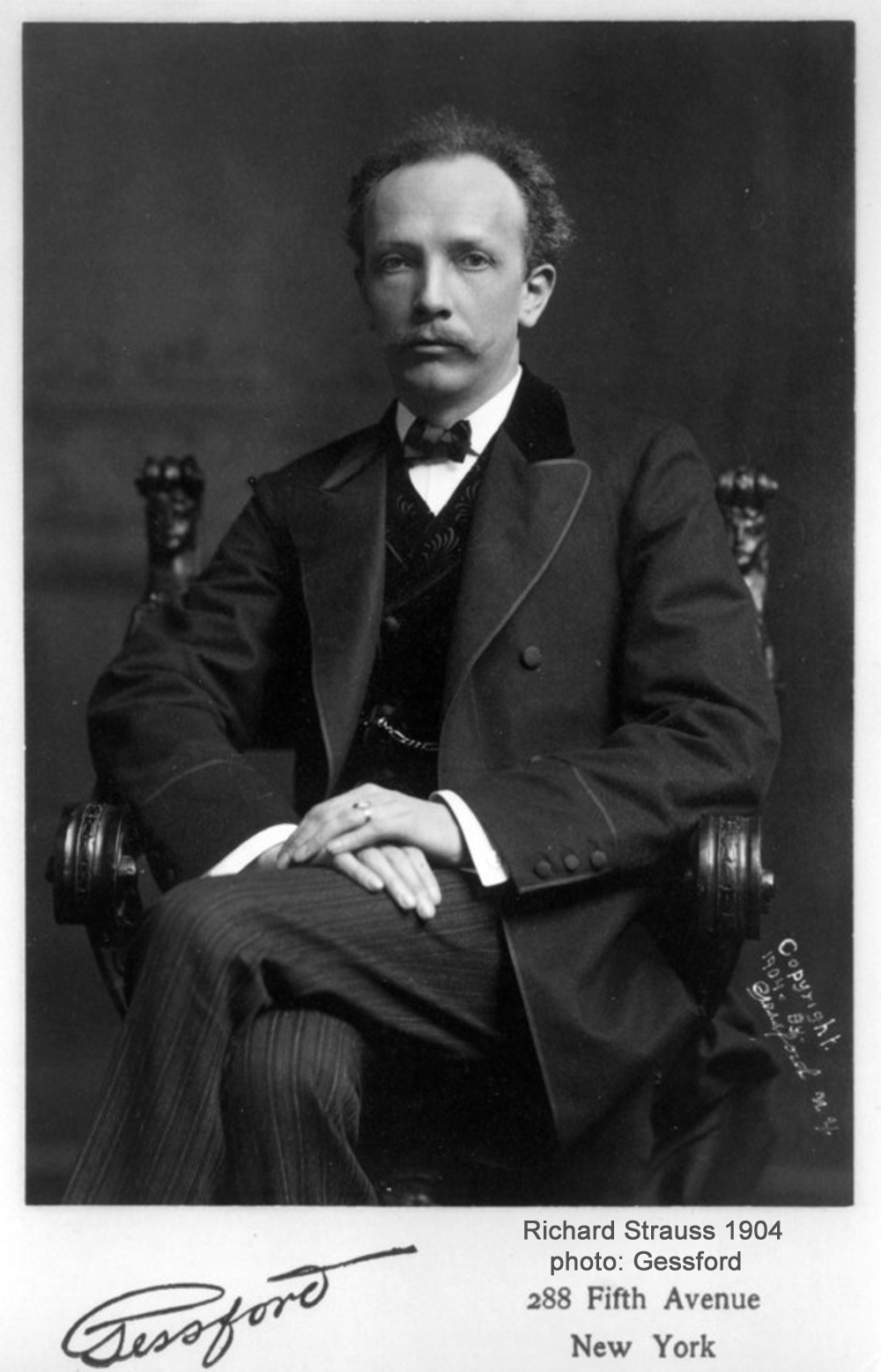
Fotografia de Strauss presa a Nova York durant la seva gira pels Estats Units el 1904

Strauss va reservar l'estrena per a la seva gira nord-americana el 1904, concretament al Carnegie Hall de Nova York. Ho faria ell mateix. Originalment l'estrena estava prevista per al 9 de març, però les parts orquestrals es van retardar, per la qual cosa es va ajornar al 21 de març. La data posterior va permetre més assajos, dels quals se'n van requerir una quinzena abans que Strauss n'estigués satisfet. L'⁣Orquestra Simfònica de Wetzler era adequada, però no gaire més. Durant una actuació del seu Don Quixote dues nits abans, l'orquestra s'havia trencat enmig de la peça.
No obstant això, l'actuació va ser un gran èxit, tant que es va imposar a dirigir dues actuacions més als grans magatzems de Wanamaker a Nova York, els dies 16 i 18 d'abril, per una quota de 1.000 dòlars. Es va haver de desallotjar tot un pis de vendes per obrir pas a l'enorme orquestra, i els concerts van atraure audiències de 6.000 persones. La premsa de Nova York i alemanya es va mostrar molt crítica, no només amb aquestes exposicions, sinó amb la mateixa obra, considerant-les com una comercialització flagrant de l'art sagrat de la música i la intimitat de la vida familiar. Strauss va respondre: "L'art veritable ennobleix aquest Saló, i uns honoraris respectables per a la seva dona i el seu fill no és una vergonya ni tan sols per a un artista".
L'estrena vienesa de Domestica va ser dirigida per Gustav Mahler el 23 de novembre de 1904.
Una representació típica de l'obra dura aproximadament quaranta-quatre minuts.
El 1924 Strauss va escriure el Preludi de noces per a dos harmoniums (Trv 247) amb motiu del casament del seu fill Franz amb Alice Grab-Hermannswörth, basat en gran part en temes trobats a la Symphonia Domestica. El 1925, Strauss va escriure una peça per a Paul Wittgenstein per a piano mà esquerra i orquestra, utilitzant de nou temes de la Symphonia Domestica, titulada Parergon zur Symphonia Domestica, op. 73.

## Discografia
| Director             | Orquestra                                      | Any  |
| -------------------- | ---------------------------------------------- | ---- |
| Eugeni Ormandy       | Orquestra de Filadèlfia                        | 1938 |
| Carl Schuricht       | Orquestra de la Scala Opera House, Milà        | 1941 |
| Richard Strauss      | Filharmònica de Viena                          | 1944 |
| Wilhelm Furtwängler  | Filharmònica de Berlín                         | 1944 |
| Richard Strauss      | Orquestra Filharmònica                         | 1947 |
| Franz Konwitschny    | Staatskapelle Dresden                          | 1956 |
| Clemens Krauss       | Filharmònica de Viena                          | 1952 |
| Fritz Reiner         | Orquestra Simfònica de Chicago                 | 1956 |
| George Szell         | Orquestra de Cleveland                         | 1957 |
| Dimitri Mitropoulos  | Filharmònica de Viena                          | 1957 |
| Jascha Horenstein    | Orquestra Simfònica de la BBC                  | 1961 |
| Zubin Mehta          | Filharmònica de Los Angeles                    | 1968 |
| Hilde Somer          | Orquestra Simfònica de Sant Antoni             | 1969 |
| Rudolf Kempe         | Staatskapelle Dresden                          | 1972 |
| Herbert von Karajan  | Filharmònica de Berlín                         | 1973 |
| Lorin Maazel         | Filharmònica de Viena                          | 1983 |
| Zubin Mehta          | Filharmònica de Berlín                         | 1985 |
| Neeme Järvi          | Orquestra Nacional Escocesa                    | 1986 |
| Gerard Schwarz       | Simfonia de Seattle                            | 1988 |
| Edo de Waart         | Orquestra de Minnesota                         | 1990 |
| Wolfgang Sawallisch  | Orquestra de Filadèlfia                        | 1993 |
| Lorin Maazel         | Orquestra Simfònica de la Ràdio de Baviera     | 1995 |
| André Previn         | Filharmònica de Viena                          | 1995 |
| Vladimir Ashkenazy   | Orquestra Filharmònica Txeca                   | 1997 |
| David Zinman         | Orquestra Tonhalle de Zuric                    | 2002 |
| Antoni Wit           | Staatskapelle de Weimar                        | 2009 |
| Gerard Schwartz      | Simfonia de Seattle                            | 2012 |
| Marek Janowski       | Rundfunk-Sinfonieorchester Berlín              | 2015 |
| François-Xavier Roth | SWR Sinfonieorchester Baden-Baden und Freiburg | 2017 |

També hi ha una versió per a dos pianos, que Martha Argerich i Alexandre Rabinovitch van gravar l'any 1995 per a Teldec.